# Sid Weiss
Sidney Weiss (Schenectady, 30 april 1914 - 30 maart 1994) was een Amerikaanse jazzcontrabassist.

## Biografie
Weiss leerde eerst klarinet, viool en tuba spelen, maar als jeugdige wisselde hij naar de contrabas. Omstreeks 1931 verhuisde hij naar New York en werkte tijdens het opvolgende decennium met Louis Prima, Bunny Berigan, Wingy Manone, Miff Mole, Artie Shaw, Jess Stacy, Tommy Dorsey, Charlie Barnet en Adrian Rollini. Van 1941 tot 1945 was het lid van het orkest van Benny Goodman en werkte hij in deze functie ook mee in de musicalfilm Sweet and Low-Down (1944).
Tijdens de tweede helft van de jaren 1940 en tijdens de jaren 1950 werkte hij met Joe Bushkin, Buck Clayton, Muggsy Spanier, Pee Wee Russell, Cozy Cole, Bud Freeman, Duke Ellington Orchestra (I Let a Song Go Out of My Heart, 1945), Joe Marsala, Sandy Williams en Eddie Condon. Midden jaren 1950 beëindigde hij zijn activiteiten als fulltime-muzikant.

## Privéleven
Sid Weiss is de jongere broer van de drummer Sam Weiss. Sid Weiss overleed in maart 1994 op 79-jarige leeftijd.
- Bibliothèque nationale de France: cb13932121g (data)
- International Standard Name Identifier: 0000 0001 1444 396X
- Library of Congress Control Number: n93057834
- MusicBrainz: 721749f7-4055-48b6-b9ff-9cf38156101b
- Nationale Bibliotheek van Tsjechië: xx0132430
- Nationale Bibliotheek van Israël: 987007320257305171
- SNAC: w6vx1366
- Système universitaire de documentation: 156899965
- Virtual International Authority File: 54335647
- WorldCat: E39PBJm9gcTR4kRmPXh4HKkbh3